# Діброва (Диканська селищна громада)
Діброва — село в Україні, у Диканській селищній громаді Полтавського району Полтавської області. Населення становить 650 осіб. До 2020 орган місцевого самоврядування  — Дібрівська сільська рада.

## Географія
Село Діброва знаходиться на лівому березі річки Середня Говтва, вище за течією межує з селом Дейнеківка, нижче за течією на відстані 1 км розташоване село Дячкове, на протилежному березі — село Кокозівка.
Поруч проходить автомобільна дорога Т 1721.

## Історія
1931 — засноване як селище Радгосп Чапаєва.
1976 — перейменовано в селище Чапаєвка.
2008 — зміна статусу з селища на село.
Село внесено до переліку населених пунктів, які потрібно перейменувати згідно із законом «Про засудження комуністичного та націонал-соціалістичного (нацистського) тоталітарних режимів в Україні та заборону пропаганди їхньої символіки».
Постановою Верховної Ради від 12.05.2016 село перейменовано на Діброву від 22.05.2016.
12 червня 2020 року, відповідно до розпорядження Кабінету Міністрів України № 721-р «Про визначення адміністративних центрів та затвердження територій територіальних громад Полтавської області», село увійшло до складу Диканської селищної громади.
19 липня 2020 року, в результаті адміністративно - територіальної реформи та ліквідації Диканського району, село увійшло до складу новоутвореного Полтавського району.

## Економіка
- ПАФ «Чапаєва».
- ТОВ Агрофірма «Гоголеве».

## Об'єкти соціальної сфери
- Школа.